# 田中町 (広島市)
田中町（たなかまち）は広島県広島市中区の町名である。丁目は無い。住居表示実施済み。

## 地理
広島市中心部にあり、西に歓楽街である流川、北に薬研堀、南に平和大通りを挟んで富士見町、東に西平塚町、駅前通りを挟んで東平塚町。その東の京橋川に架かる鶴見橋を渡ると南区の比治山となる。紙屋町・八丁堀などの繁華街も徒歩圏内である。

## 地名
広島市中区田中町（たなかまち）。郵便番号730-0026（広島中央郵便局管区）。

## 歴史
1624年（寛永元年）に浅野長晟が漢学者の石川丈山を招き、この地に屋敷を二軒建て、そのうちの一軒を丈山に与えた。当時屋敷の周囲に長池があったが、やがて干拓されて田地となり、田中屋敷、もしくは二軒屋敷、田中二軒屋敷と称した。1882年（明治15年）にこの田中屋敷と竹屋村の一部が田中町となった。

## 道路
- 広島市道比治山庚午線（平和大通り） - 鶴見橋
- 広島市道駅前吉島線（駅前通り） - 田中町トンネル（田中町交差点のアンダーパス）
- 流川通り
- 薬研堀通り

## 主な施設
- 東横INN広島平和大通
- オリエンタルホテル広島
- ホテル28ヒロシマ
- 広島中央斎場
- ボウル国際
- 信金中央金庫中国支店
- 音戸温泉

## 人口・世帯数
2018年6月末の人口は437人、世帯数は276世帯。

## 隣接町名
- 流川町
- 三川町
- 薬研堀
- 西平塚町
- 富士見町

## バス路線
平和大通り沿いに「田中町」バス停があり、広電バス・広島バスが停車する。エキまちループは1時間あたり左回り・右回り各5-6本運行されている。
田中町 バス停（東行き 広島駅・段原方面）
- 101 エキまちループ 左回り（広電バス・広島バス） 広島駅南口方面
- 23-1 横県線（広島バス） 段原・大学病院方面

田中町 バス停（西行き 本通り・八丁堀方面）
- 102 エキまちループ 右回り（広電バス・広島バス） 紙屋町方面
- 103 エキまちループ（広電バス・広島バス） 市役所前行き 平日朝のみ
- 23-1 横県線（広島バス） 八丁堀・横川駅方面